# مهمانی هیولا (فیلم)
مهمانی هیولا (به انگلیسی: Party Monster) یا گروه هیولا فیلمی است محصول سال ۲۰۰۳ و به کارگردانی فنتون بیلی است. در این فیلم بازیگرانی همچون مکالی کالکین، ست گرین، کلویی سونی، دیانا اسکاروید، مریلین منسون، دیلان مک‌درموت، ویلسون کروز، ویلمر والدراما، میا کرشنر، دنیل فرانزیز، ناتاشا لیون، جان استیموس ایفای نقش کرده‌اند.